# Agua Delgada
Agua Delgada är en ort i Mexiko.   Den ligger i kommunen Chiquilistlán och delstaten Jalisco, i den centrala delen av landet, 500 km väster om huvudstaden Mexico City. Agua Delgada ligger 1 619 meter över havet och antalet invånare är 181.
Terrängen runt Agua Delgada är lite bergig. Runt Agua Delgada är det glesbefolkat, med 13 invånare per kvadratkilometer. Närmaste större samhälle är Chiquilistlán, 4,3 km norr om Agua Delgada. I omgivningarna runt Agua Delgada växer huvudsakligen savannskog.